# スコットランド音楽
スコットランド音楽（スコットランドおんがく）とは、グレートブリテン島北部のスコットランド本国の音楽を指す。地理的にはシェトランドもスコットランドに属するが歴史が違うので音楽も異なる。スコットランドを代表する伝統歌謡オールド・ラング・サイン（蛍の光）はブリテン島にとどまらず世界で広く愛唱されている。スコットランドは、ハイランド、ローランド、北東部とそれぞれに地域の特徴があり、音楽もそれぞれに異なる。

スコットランド音楽の伝統的な楽器はバグパイプとハープとフィドルである。バグパイプは古くから戦闘用としてマーチを演奏してきた。スコットランドで用いられているのはグレート・ハイランド・バグパイプである。ハープは一時期伝統的な奏法が途絶えてしまった。フィドルはバイオリンがやって来て以来、スコットランドで最も愛された楽器である。

## 歴史
スコットランドのハイランドはゲール語を話す地域でバグパイプの曲を伝えるのはこの地である。ローランドはイギリス系が多く住み貴族も住んでいた。ローランドの貴族は18世紀にフィドラーを庇護し、舞踏会や歌などに重用した。北東部は20世紀にスコットランドを代表する偉大なフィドラー、ジェームズ・スコットスキナーを輩出し、高度なテクニックを用いるスコティッシュ・クラシック・バイオリンを確立した。スコットスキナーのフィドルはアイルランドのフィドラーたちに大きな影響を与えた。
例年1-2月にグラスゴーにて開かれるCeltic Connectionsがスコットランドにおいて最も大きなスコットランド音楽のイベントとなっている。
1960年代には、ユワン・マッコールがイギリスにおけるスコットランド・フォーク音楽のリーダー的存在だった。バート・ヤンシュやデイヴィー・グレアムは、バロック・フォークと称されたフィンガー・ピッキング・スタイルで知られた。またドノヴァンやインクレディブル・ストリング・バンドのフォークは、サイケデリック・フォークと呼ばれた。グレートハイランドバグパイプはBbよりもやや高めのピッチにチューニングされたA管が用いられることが多いが、これらの小音量のバグパイプは、同じ運指でありながらA=440HzでチューニングされたA管またはD管が多い。
ロックでは、センセーショナル・アレックス・ハーヴェイ・バンドやナザレス、アベレイジ・ホワイト・バンドが知られている。アベレイジ・ホワイト・バンドはロックというよりも、ファンク、AORバンドと呼んだ方が適当とも言える。
他の北欧系民族音楽とジャズの影響で楽器が多様化した。
- フィドル（主旋律とユニゾン）
- ピアノ（伴奏が多い）
- グレート・ハイランド・バグパイプ（主旋律とユニゾン）
- アコーディオン（主旋律とユニゾンすることが多い）
- カホン（アグードで主旋律とユニゾンするうち、小節頭はグラーベに置き換える）

## 音楽ジャンル
- ジグ
- リール
- メジャー
- ストラススペイ
- パイプチューン

## 代表的な曲
- オールド・ラング・サイン - 『蛍の光』はスコットランドのフィドラーで国民的詩人であるロバート・バーンズによって作詞された。
- 勇敢なるスコットランド
- スコットランドの花 - The CorriesのRoy Williamson作

## 主なミュージシャン
- ドノヴァン
- アヴェレイジ・ホワイト・バンド
- インクレディブル・ストリング・バンド
- アレックス・ハーヴェイ・バンド
- ナザレス
- Battlefield Band
- Phil Beer
- Treacherous Orchestra
- Dougie MacLean
- ゴードン・ダンカン
- Trip nostalgie
- The Sidh